# Морріс Скотт Долленс
Морріс Скотт Долленс (англ. Morris Scott Dollens; 14 квітня 1920 — 14 серпня 1994) — американський художник і письменник-фантаст. Він почав свою кар'єру в науково-фантастичних фанзинах у 1936 році, у віці 16 років. Пізніше він став відомим завдяки картинам, створеним для науково-фантастичних книг і журналів у 1950-х роках. Він був активною людиною, і його можна було побачити з його картинами на багатьох конгресах наукової фантастики та пов'язаних із ними заходах. Його картини були представлені в багатьох науково-фантастичних художніх книгах.
У своїх ранніх фанзінах він використовував техніку друку під назвою гектографія, яка була схожа на той самий машинний процес відтворення, який зазвичай використовувався в 1980-х роках, і дозволяла використовувати різні кольори в тексті.
Долленс написав щонайменше 1700 картин і продовжував їх продавати до 1989 року. Його робота відома завдяки зображенням планет, і він часто малював, зокрема, Сатурн з його супутниками, а також зображення далеких сонць. Самі картини часто мають винятково міцну конструкцію, виконану акриловою фарбою на масоніті.
Долленс зробив фотослайди всіх своїх картин. Основна колекція цих слайдів зберігається в Каліфорнійському університеті в Ріверсайді в Каліфорнії, Сполучені Штати.
База даних відомих картин Долленса зберігається в Реєстрі та групі користувачів Морріса Скотта Долленса.

## Подальше читання
- Tuck, Donald H. (1974). The Encyclopedia of Science Fiction and Fantasy. Chicago: Advent. с. 146. ISBN 0-911682-20-1.